# Nikaia (Larissa)
Nikaia  este un oraș în Grecia în prefectura Larissa.